# Pombia Safari Park
O Pombia Safari Park é um parque de safári, zoológico e parque de diversões em Pombia, Piemonte, norte da Itália, criado por Angelo Lombardi em 1976; que se estende por uma área de 400.000 metros quadrados. Após o declínio gradual da antiga estrutura, adquirida por Orfeo Triberti, proprietário desde 1999, o parque passou por uma notável recuperação e expansão nos anos seguintes. O parque é composto por duas áreas distintas: a área de entretenimento e o parque de safári. O parque chegou a um acordo com a Faculdade de Medicina Veterinária da Universidade de Turim, em projetos de pesquisa relacionadas com a patologia e o bem-estar animal e conservação de espécies ameaçadas de extinção.

## Números de Parque
- É grande 400.000 m2.
- Ele abriga cerca de 600 animais
- É a 25 km de Aeroporto de Milão-Malpensa

## Nascimento do Leão branco
Em setembro de 2004, depois de 3 meses de gravidez, um casal de Leão branco, chamados Flash e Moon, importados para o Parque Safári por um parque alemão, deu à luz a sua primeira ninhada.
Durante o processo de nascimento, houve algumas complicações que necessitaram de intervenção farmacológica e a partir do segundo dia, à mãe, foram subtraídos os filhotes, devido a uma escassez de leite, e, apesar da utilização de incubadoras e lactação artificial, os filhotes contraiu um vírus, que teve a sua vida em menos de um mês.
Dois anos depois, em 2006, pelo mesmo casal, uma leoa branca chamada Ashanti nasceu e sobreviveu até à idade adulta, pela primeira vez na Itália. 
Ashanti, como alegado pela bióloga do parque, Cathrin Schröder, foi imediatamente removida do cuidado parental, a mãe não se importava com ela, de modo que o animal foi artificialmente alimentada com um leite em pó com alto teor de proteína.